# Répétition d'orchestre
Ne doit pas être confondu avec Répétition (musique).
Pour plus de détails, voir Fiche technique et Distribution.
Répétition d'orchestre (Prova d'orchestra) est un film germano-italien réalisé par Federico Fellini, sorti en 1978.

## Synopsis
Dans un oratoire du XIIIe siècle, un orchestre symphonique (formation d'une quarantaine de musiciens) répète une œuvre de Nino Rota (dont le nom n'est toutefois jamais mentionné). Le représentant syndical de l'orchestre prévient les musiciens qu'une équipe de télévision va venir filmer la répétition, et interviewer les musiciens qui le souhaiteront.
À l'équipe de télévision, qui reste hors champ, les musiciens confient tour à tour, sur un mode plus ou moins sérieux, leur point de vue sur leur instrument, sa place dans l'orchestre, ses relations avec les autres instruments ou groupes d'instruments ; il ressort de l'impression générale que chaque pupitre juge son instrument le plus important, le plus riche en possibilités, en émotions, et souvent critique les autres pupitres pour l'importance qu'ils se donnent, à tort d'après eux.
Puis le chef d'orchestre arrive, la répétition commence, mais on sent un très net antagonisme entre le "maestro", qui voit l'orchestre comme un instrument entre ses mains pour la création d'une œuvre, et les musiciens, qui se comportent moins comme des artistes que comme des salariés de la musique : loin de sacraliser leur rapport à l'art, ils profitent de chaque instant où ils ne jouent pas pour boire, manger, écouter la radio, se chamailler pour des détails techniques ou relationnels, et font souvent référence à leur syndicat, porte-parole de leurs revendications ou de leurs frustrations.
Le chef d'orchestre se montre fort cassant dans les indications qu'il donne à l'orchestre - il s'agit plutôt d'insultes quant à leur façon de jouer, à leur sensibilité artistique. La répétition est alors interrompue par une « double pause syndicale » (soit vingt minutes) après une durée sensiblement équivalente de travail, sur un premier mouvement demandant de la légèreté, qui a tourné à l'échec, et un second, allegro, où le chef a au contraire demandé plus d'énergie, ce qu'il semble en fin de compte avoir obtenu.
L'équipe de télévision, toujours en caméra subjective, profite de cette pause pour interroger le maestro. Celui-ci déplore l'évolution de l'orchestre, qui a fait que ce qui était un ensemble soudé autour de son chef par l'amour de l'art est devenu un regroupement forcé d'individus aux intérêts antagonistes « unis par la haine ».
Soudain, une coupure de courant interrompt l'entrevue, et lorsque le chef d'orchestre sort pour en connaître les raisons, il constate que l'orchestre s'est transformé en une sorte de happening théâtral et politique, comme il s'en faisait beaucoup au début les années 1970, avec des revendications de liberté artistique, une dénonciation de l'autorité, des improvisations diverses, un désordre revendiqué, des graffitis sur les murs et un amour libre. Il s'agît plus d'une révolte contre le chef d'orchestre et d'une révolte artistique (ils revendiquent principalement la liberté de créer leur propre musique) que d'une révolte sociale (où les musiciens demanderaient des améliorations de leurs conditions de travail).
Par ailleurs, l'ensemble du décor est depuis quelque temps agité de coups sourds à intervalle régulier, qui font vibrer les lieux. Les chocs s'amplifient, les musiciens découvrent avec horreur que l'un des murs de la salle se lézarde puis commence à tomber, sous les coups d'une boule d'acier manœuvrée sans doute par une grue, comme celles qu'on emploie pour démolir les immeubles.
Après l'apparition de la boule, qui fait tomber un pan de mur sur la harpiste, tout semble rentrer progressivement dans l'ordre : la démolition semble stoppée, la révolte des musiciens aussi, et la répétition reprend, sous la direction du chef d'orchestre, d'abord doux et rassembleur, puis à nouveau cassant.

## Fiche technique
- Titre original : Prova d'orchestra
- Titre français : Répétition d'orchestre
- Réalisation : Federico Fellini
- Scénario : Federico Fellini et Brunello Rondi
- Musique : Nino Rota
- Décors : Dante Ferretti et Bruno Cesari
- Costumes : Gabriella Pescucci
- Photographie : Giuseppe Rotunno
- Montage : Ruggero Mastroianni
- Coproduction : Michael Fengler
- Production déléguée : Fabio Storelli
- Production associée : Renzo Rossellini
- Sociétés de production : 
  -  Daimo Cinematografica, Radiotelevisione Italiana
  -  Albatros Filmproduktion
- Société de distribution : Gaumont Distribution
- Pays d'origine :  Italie,  Allemagne de l'Ouest
- Langues originales : italien, allemand
- Format : couleur (Technicolor) — 35 mm — 1,37:1 — son mono
- Genre : comédie dramatique, faux documentaire
- Durée : 70 minutes
- Dates de sortie : 
  - États-Unis : octobre 1978 (Festival international du film de Chicago)
  - Italie : 4 décembre 1978 (Festival dei popoli, Festival international du film de documentation sociale, Florence)
  - France : 18 mai 1979 (Festival de Cannes)
- Affiche : René Ferracci (France)

## Distribution
- Balduin Baas : chef d'orchestre
- Clara Colosimo : harpiste
- Elisabeth Labi : pianiste
- Ronaldo Bonacchi : contrebassiste
- Ferdinando Villella : violoncelliste
- Franco Lavarone : tubiste
- David Maunsell : premier violon
- Francesco Aluigi : second violon
- Andy Miller : hautboïste
- Sibyl Amarilli Mostert : flûtiste

## Analyse
Le film est basé sur une anecdote réelle : en 1975, trois ans avant Prova d'orchestra, Federico Fellini et le compositeur Nino Rota ont assisté à une séance d'enregistrement de la musique du Casanova de Fellini accompagnés d'une équipe de télévision réalisant un reportage sur le film. L'orchestre, dirigé par le chef suisse Luca Pfaff, s'est soudain mis en en grève en pleine répétition au motif que les musiciens n'étaient pas rémunérés pour apparaître dans le reportage, ce qui n'était "pas syndical".
Si dans le fond, la narration du film est très simple, et linéaire (unité de lieu, d'action et de temps), le film présente plusieurs thèmes :
- la création musicale, en particulier le rôle de chacun des intervenants :
Par opposition à l'image lisse, parfaite d'un orchestre en représentation, on découvre les musiciens comme des êtres humains, qui doivent composer pour trouver un accord.
- la révolte contre l'autorité :
cela semble le second thème du film (l'orchestre représentant une métaphore de la société, avec la montée contre les individualismes, la remise en cause de l'autorité, puis, face à un danger collectif, la destruction du bâtiment, le retour à l'ordre et à la soumission), mais en fait cette "révolte" reste très théâtrale, caricaturale, bref on peut se demander si Fellini, plutôt que de montrer une révolte, ne cherche pas à tourner en dérision les évènements des dix dernières années (1968 - 1978).
- le rôle de la télévision, qui donne à chaque individu l'occasion d'exprimer ses sentiments, sans filtre, comme ferment de la révolte, en exaltant les aigreurs de chacun.
- à l'époque de sa sortie, plusieurs critiques se sont demandé si le fait que le chef d'orchestre soit allemand, et harangue ses musiciens de façon très brutale, qui n'est pas sans rappeler les discours de Hitler, n'était pas une métaphore de la Seconde Guerre mondiale ; cette analyse se heurte cependant au fait que le film semble démontrer que l'autorité, représentée par le chef d'orchestre, est finalement nécessaire ; on imagine mal Fellini faire en 1978 un manifeste pro-nazi. Au contraire, Fellini montre les mécanismes qui conduisent les peuples vers la servitude volontaire et les régimes autoritaires. Cette scène peut par ailleurs être vue comme un hommage à la fin de Docteur Folamour de Stanley Kubrick, où la langue allemande fait également irruption dans la bouche du personnage principal, révélant son nazisme in extremis.

## Accueil
« Federico Fellini… Qui pourra jamais expliquer son secret ? Il lui suffit de paraître pour qu'aussitôt quelque chose se passe, à quoi tout le monde pensait, mais dont nul avant lui, à commencer par ses confrères, ne semblait avoir eu l'idée. Prova d’orchestra nous en fait une nouvelle et admirable démonstration. »

— François Chalais, Le Figaro Magazine, 19 mai 1979

« Le talent reste immense, mais l'entreprise a ses limites et Prova d’orchestra se présente comme une parenthèse dans l'œuvre du créateur de films géniaux comme La dolce vita, Huit et demi ou Amarcord. Presque toujours, Fellini nous attire irrésistiblement dans son propre univers. Avec Prova d’orchestra il a simplement entrouvert une fenêtre sur le monde. »

— Robert Chazal, France-Soir, 9 juin 1979

« De l'enfer automobile des films-catastrophes au cauchemar historique, en passant par le christianisme de l'angoisse de St Jean et le symbolique de Jung, "Répétition d’orchestre" est un peu l'Apocalypse Now de Fellini. Au festival de Cannes, ce petit film égalait les grands, concurrençant les effets spéciaux de Coppola par les effets de ce qu'on pourrait appeler le néoréalisme pervers. »

— Gilbert Rochu, Libération, 06 juillet 1979

« Tourné en seize jours pour la télévision italienne, Prova d'orchestra n'est évidemment pas un reportage aimable ou anodin. Mais une fable tragique où le baroque et le fantastique transcendent toute tentation didactique. Une allégorie mortelle qui serait en même temps un coup de semonce. Le maître de Cinecittà n'est pas très loin ici d'Artaud et de son "Théâtre de la cruauté". Car sa drôle d'apocalypse peuplée de pantins qu'éclaire une lumière blafarde (…) est aussi porteuse d'interrogations majeures. »

— Michel Boujut, Les Nouvelles littéraires, 14 juin 1979